# Joseph Anders
Joseph Anders (11 de noviembre de 1863, Kletschen, Bohemia, República Checa - 27 de enero de 1936, Viena) fue un liquenólogo, micólogo y profesor austríaco.
Fue profesor de la Universidad de Agronomía en Viena. Y en 1919, director de escuela primaria de niñas.

## Algunas publicaciones
- 1928. Untersuchungen über Mycoblastus sanguinarius (L.) Norm., M. alpinus (Fr.) Kernst. und M. melinus (Krph.) Hellb. Hedwigia 68: 87-92

- 1930. Über eine neue Flechtenart: Cladonia magyarica Vainio s.sp. Archiv für Protistenkunde 71: 499-501

## Honores
Miembro de
- Academia Austríaca de Ciencias
- La abreviatura «Anders» se emplea para indicar a Joseph Anders como autoridad en la descripción y clasificación científica de los vegetales.[3]